# Agrypon tainense
Agrypon tainense là một loài tò vò trong họ Ichneumonidae.